# Oude Oostervaart
De Oude Oostervaart (Hindeloopers en officieel: Aesterfaart) is een kanaal in de gemeente Súdwest-Fryslân in de provincie Friesland.
De vaart begint in de stad Hindeloopen bij de Sluis Hindeloopen, waar er verbinding is met de Zijlroede en het kanaal Indijk. Langs de Oosterdijk loopt de vaart in oostelijke richting en kruist de Suderseewei, waar tussen de brug en het fietspad het beeld Aukje staat. Het kruist de spoorlijn ten zuiden van Station Hindeloopen en loopt ten noorden van buurtschap Grote Wiske. De vaart kruist de N359, waar de Oude Oostervaart verder gaat als Dijkvaart (oostelijke richting) en Nieuwe Vaart (zuid). 
De tweeëneenhalve kilometer lange Oude Oostervaart maakt deel uit van de route van de Elfstedentocht.

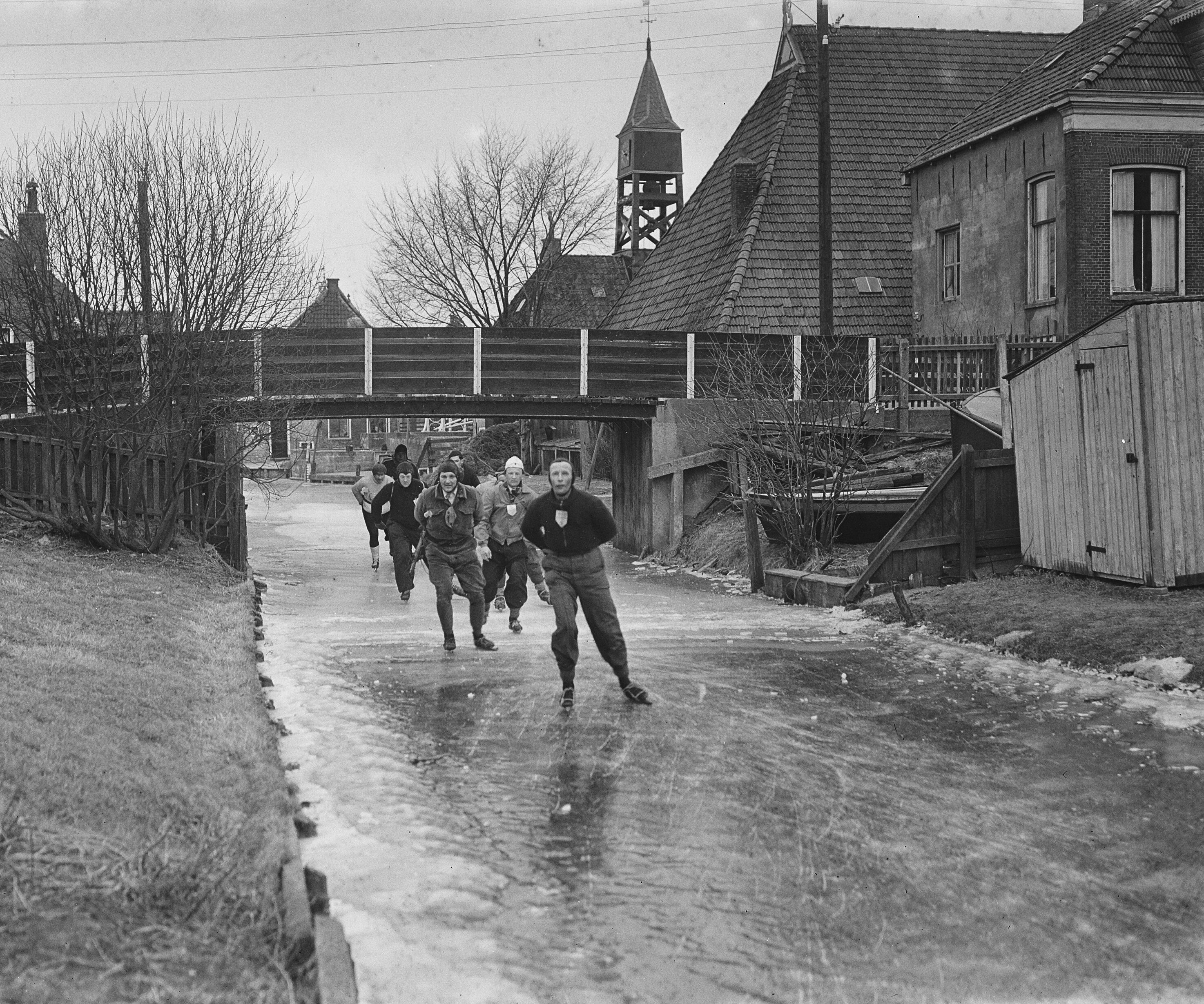
De Elfstedentocht van 1954, de Oude Oostervaart in Hindeloopen
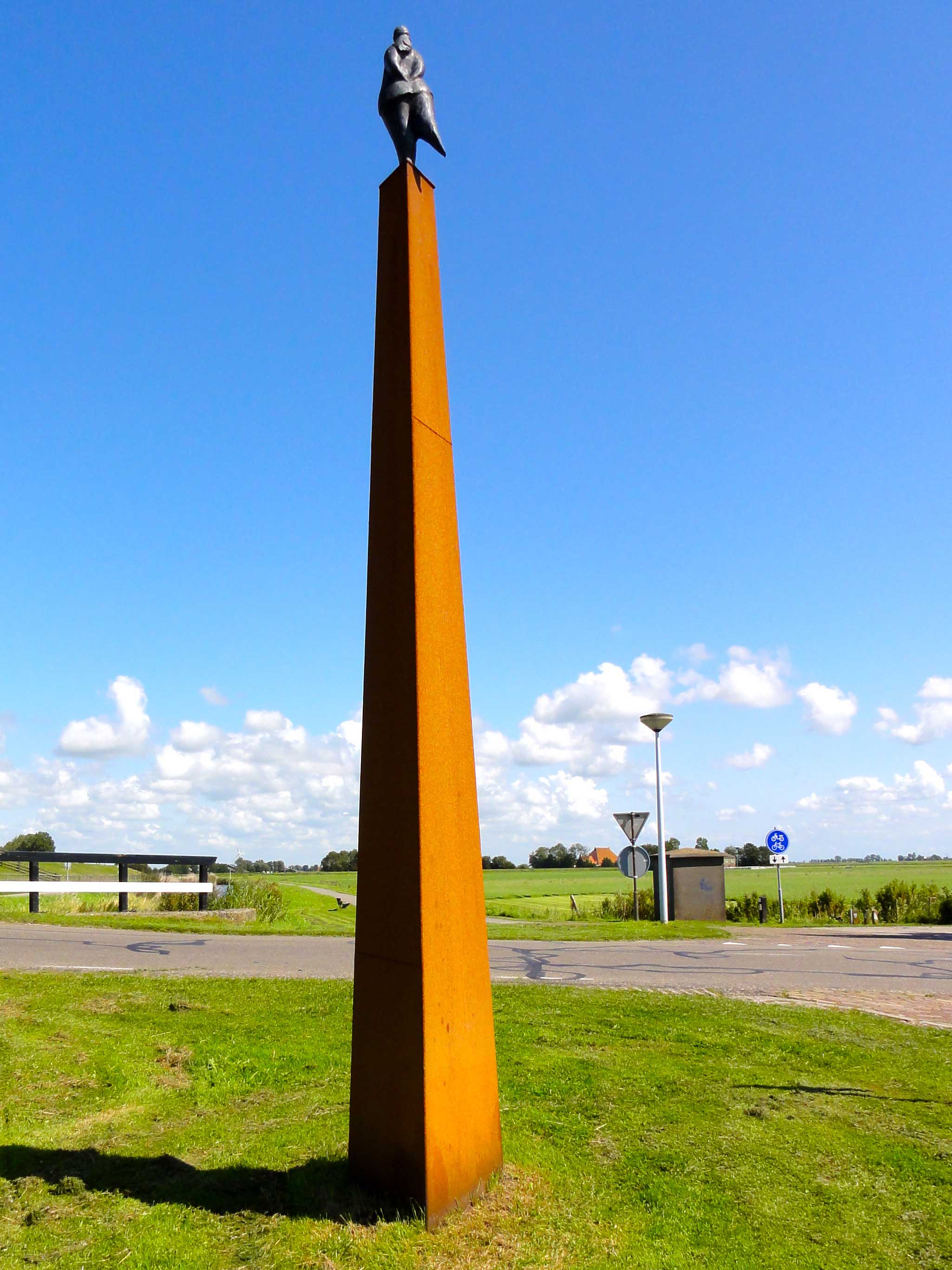
Beeld Aukje van de Elfstedentocht door Evert van Hemert bij de Suderseewei en Oude Oostervaart

Zwette · Stadsgracht (Sneek) · Geeuw · Wijddraai · Wijde Wijmerts · Nauwe Wijmerts · Noorder Ee · Ee (Woudsend) · Slotermeer · Slotergat · Slotermeer · Luts · Van Swinderenvaart · Spookhoekstervaart · Rijstervaart · Oud-Karre · Johan Frisokanaal · Morra · Johan Frisokanaal · Noorderdijkvaart · Het Wijd · De Gronzen · Indijk · Zijlroede (Hindeloopen) · Oude Oostervaart · Dijkvaart · Horsa · Burevaart · Diepe Dolte · Workumertrekvaart · Het Kruiswater · Stadsgracht (Bolsward) · Witmarsumervaart · Harlingervaart · Bolswardervaart · Zuidoostersingel · Noordoostersingel · Noordergracht (Harlingen) · Van Harinxmakanaal · Sexbierumervaart · Noordergracht (Franeker) · Dongjumervaart · Ried · Berlikumerwijd · Moddergat · Wierzijlsterrak · Blikvaart · Zuidhoekstervaart · Ouwe Rij · Leistervaart · Finkumervaart · Dokkumer Ee · Het Kleindiep · Dokkumer Ee · Oudkerkstervaart · Murk · Ouddeel · Bonkevaart (finish)